# Nadia Kailouli

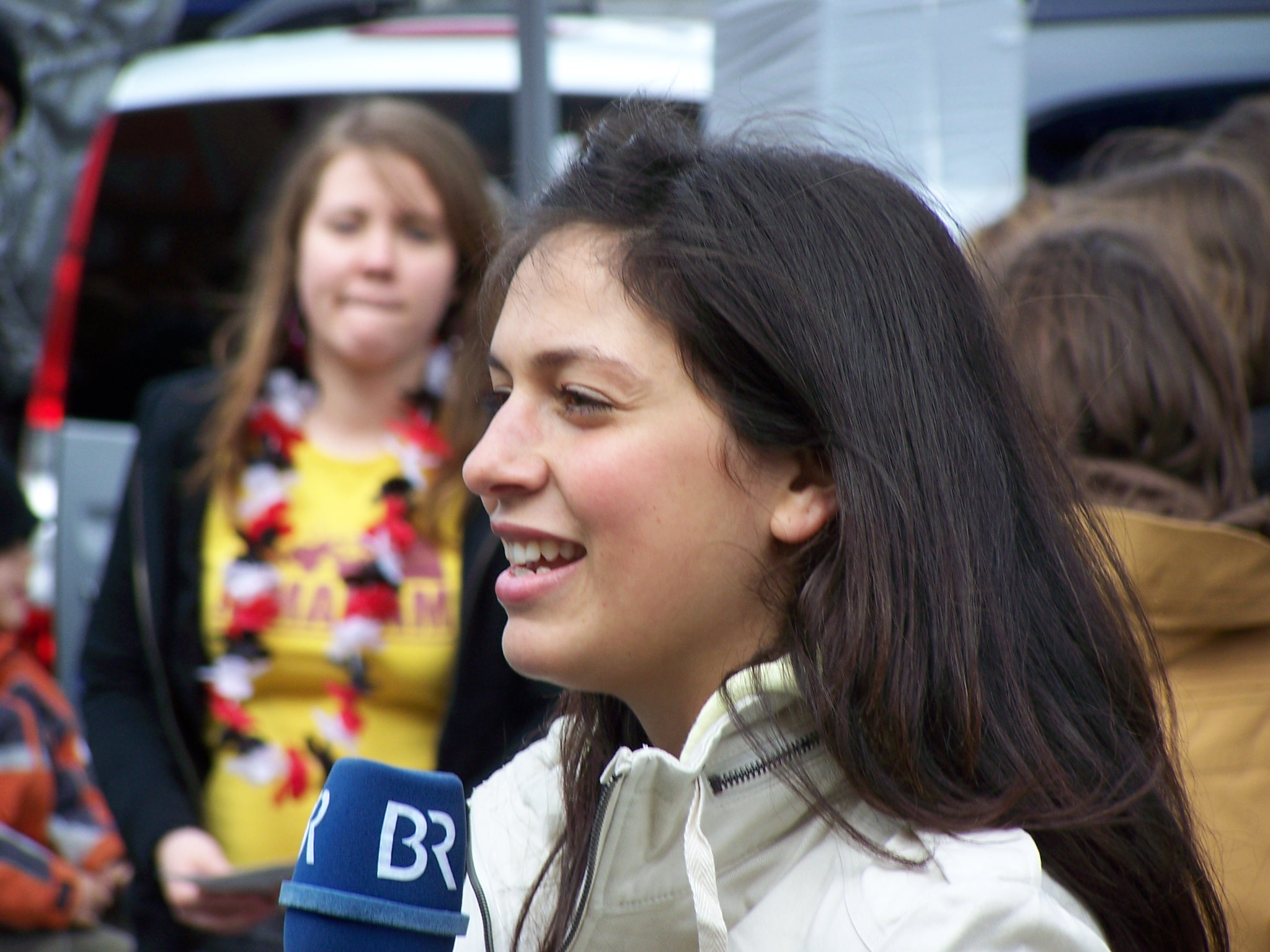
Nadia Kailouli in Ingolstadt (2008)

Nadia Kailouli (* 1. August 1983 in Wermelskirchen) ist eine deutsche Journalistin, Fernsehmoderatorin, Podcasterin und Hochschullehrerin.

## Leben und Karriere
Nadia Kailoulis Eltern stammen aus Marokko. Von 1995 bis zum Jahr ihres Abschlusses 2001 besuchte sie die Städtische Realschule im nordrhein-westfälischen Wermelskirchen.
Anschließend übernahm sie Jobs auf Messen und Events in Köln. 2002 begann sie ihre Ausbildung zur Groß- und Außenhandelskauffrau in Nürnberg und war anschließend Angestellte in einer Event-Agentur. 2007 suchte das Jugendmagazin on3-südwild Jugendmoderatoren. Die Ausscheidung zwischen den rund 400 Bewerbern wurde als Castingshow inszeniert, die als Teil der Sendung ausgestrahlt wurde. Kailouli gehörte zu den Gewinnern und wurde Mitarbeiterin des Bayerischen Rundfunks. 2010 wurde ihr ein fehlendes Studium vorgehalten und ihr Vertrag nicht verlängert. Im Januar 2011 wechselte sie zum Sender Einsfestival und wurde Teil des Moderatorenteams von Einsweiter, dem „Magazin für Veränderung“. Die Sendung wurde 2013 eingestellt.
Kailouli ist freie Mitarbeiterin bei STRG F, einem YouTube-Angebot des Content-Netzwerks Funk, das von ARD und ZDF gemeinsam betrieben wird. Sie arbeitet als Moderatorin bei Tagesschau24 und ist als freie Reporterin für den NDR tätig, unter anderem für das Politikmagazin Panorama. Außerdem präsentiert sie als Gastgeberin den Podcast einbiszwei, der sich mit den Themenfeldern Sexismus, sexuelle Übergriffe und sexuelle Gewalt gegen Kinder und Jugendliche beschäftigt.
Für ihren gemeinsam mit Jonas Schreijäg für das NDR-Format Panorama produzierten Dokumentarfilm SeaWatch3 über das gleichnamige Schiff Sea-Watch 3 wurde sie im März 2020 mit dem Grimme-Preis in der Kategorie „Information und Kultur“ und im November 2020 mit dem Sonderpreis des Hanns-Joachim-Friedrichs-Preises ausgezeichnet. Bis Anfang der 2020er-Jahre bestritt sie ihren Lebensunterhalt hauptsächlich durch ihren erlernten Beruf und arbeitete in einem Büro.
Von März 2020 bis Ende 2023 moderierte sie das ARD-Mittagsmagazin, seit Januar 2024 Report Mainz. Zu Beginn des Wintersemesters 2022/23 übernahm sie die Professur Fernsehjournalismus an der Hochschule für Fernsehen und Film München.